# Kremna (Užice)
Pour les articles homonymes, voir Kremna.
Kremna (en serbe cyrillique : Кремна) est un village de Serbie situé sur le territoire de la ville d'Užice, district de Zlatibor. Au recensement de 2011, il comptait 657 habitants.

## Géographie
Kremna est située près des monts Tara et Zlatibor, non loin de Mokra Gora. Parmi les hameaux les plus importants situés sur le territoire du village, on peut citer : Selakovići, Erići, Jankovići, Tarabići, Milosavljevići, Nikolići, Filipovići, Pašići ou Bogosavljevići.

## Histoire
Sur le territoire du village, les archéologues ont mis au jour un site datant de l'âge du fer et de la culture de Halstatt, ainsi que des colliers d'ambre d'époque plus récente. Kremna conserve également un ancien han qui remonte à la première moitié du XIXe siècle et classé sur la liste des monuments culturels de Serbie, typique de l'architecture balkanique.
Jusqu'en 1965, la localité fut le siège de la municipalité de Kremna qui englobait les villages suivants :
- Bioska
- Keserovina
- Kotroman
- Kremna
- Kršanje
- Mokra Gora
- Panjak
- Pear
- Raduša
- Strmac
- Vitasi
- Vrutci.

Cette municipalité fut ensuite intégrée dans celle de Titovo Užice.

## Prophétie de Kremna
Au XIXe siècle, deux paysans de la famille des Tarabići vivaient dans le village ; ils avaient la réputation de posséder des dons de clairvoyance.

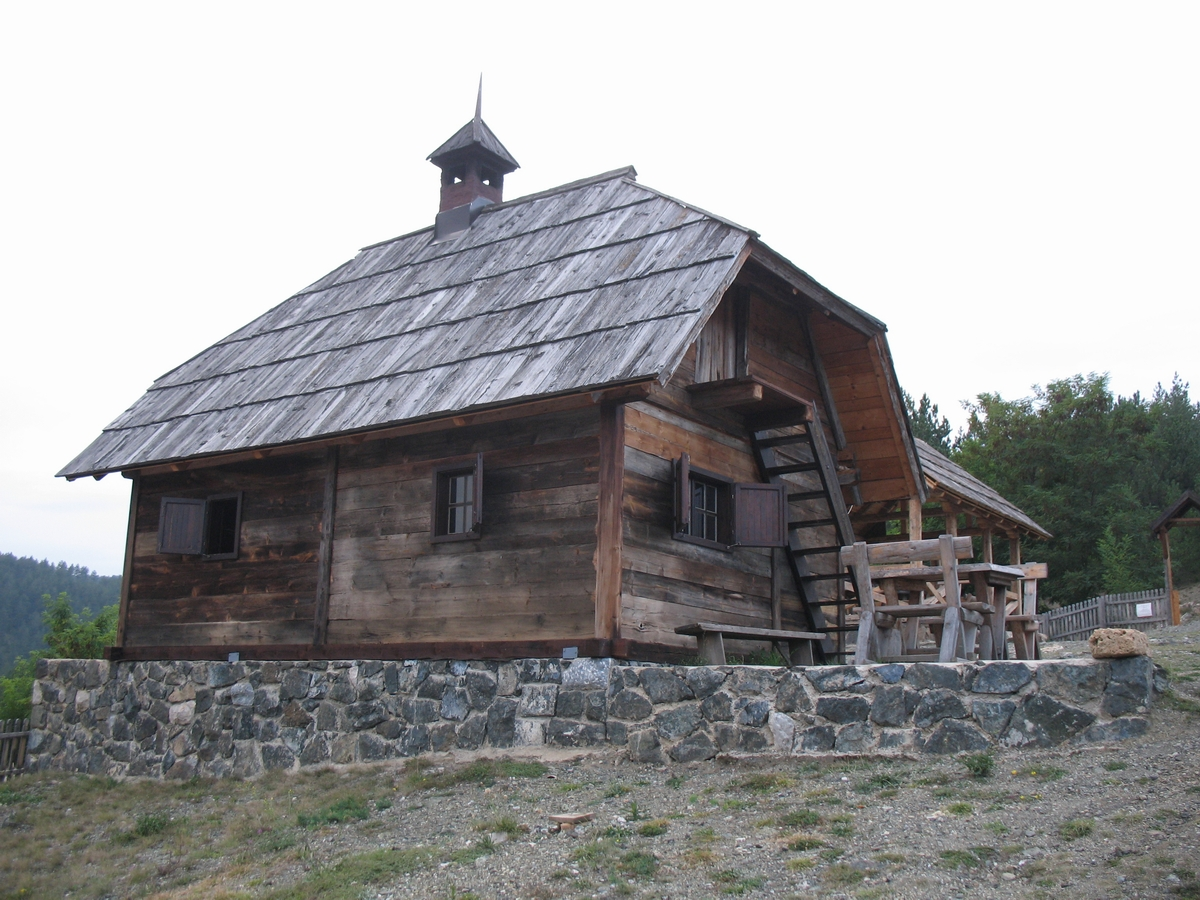
Le complexe mémoriel des clairvoyants Tarabići.

## Démographie

### Évolution historique de la population
| 1948  | 1953  | 1961  | 1971  | 1981 | 1991 | 2002 | 2011 |
| ----- | ----- | ----- | ----- | ---- | ---- | ---- | ---- |
| 1 137 | 1 251 | 1 244 | 1 097 | 997  | 851  | 727  | 657  |

|  |

## Éducation
Kremna possède une école élémentaire (en serbe : osnovna škola), l'école Bogosav Janković.

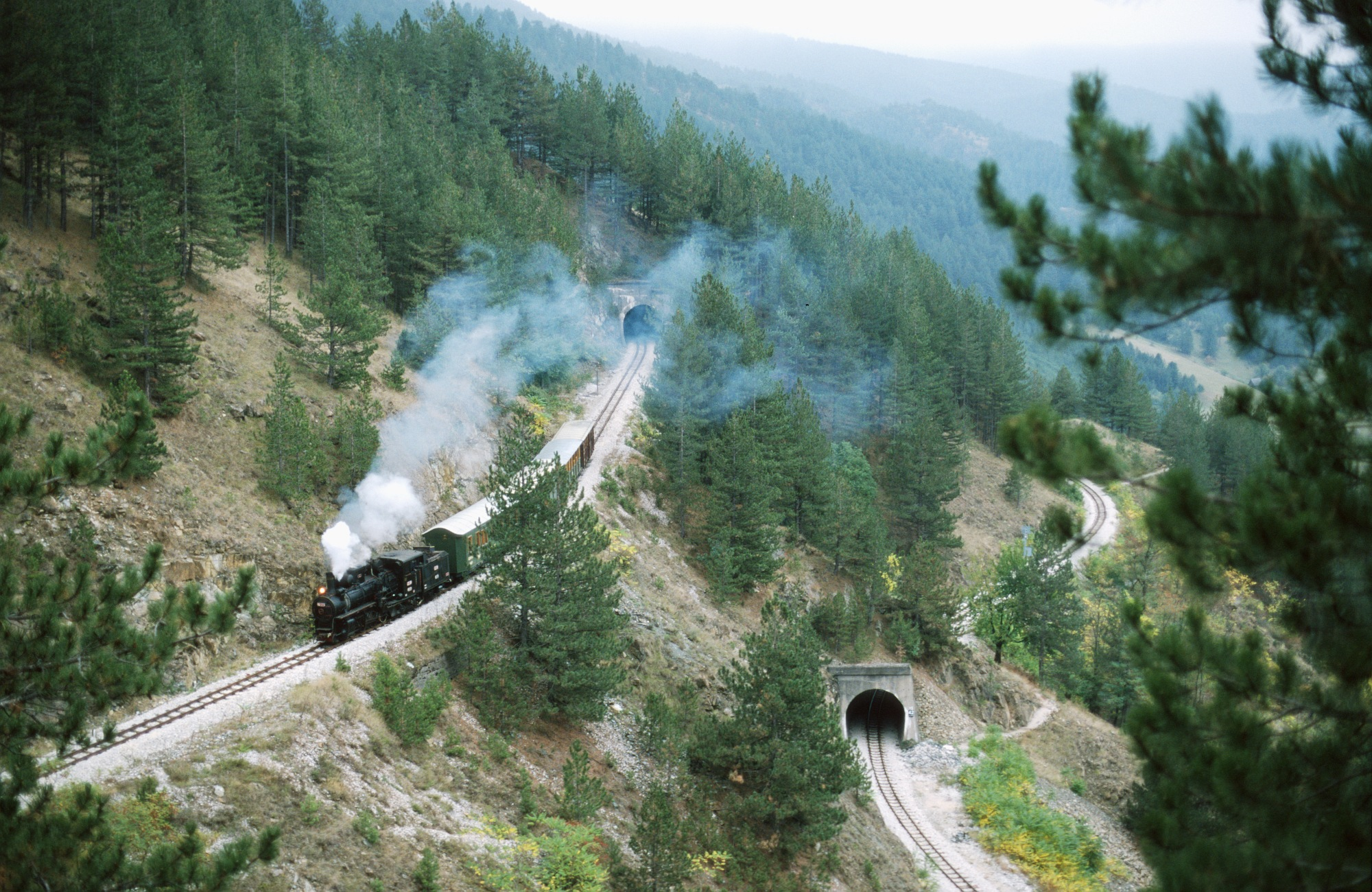
Le Huit de Šargan

## La Šarganska osmica
Kremna est située sur le Huit de Šargan (en serbe : Шарганска осмица et Šarganska osmica), une ligne de chemin de fer touristique, longue d'environ 15 km, qui relie les villages de Mokra Gora et de Šargan Vitasi ; elle doit son surnom au fait que, vue du ciel, elle ressemble à un « 8 », disposition qui permet au train de gravir progressivement la pente escarpée de la montagne ; autrefois, la Šarganska osmica constituait un tronçon de la ligne Belgrade-Sarajevo. Construite en 1920, elle fut fermée en 1974. La partie actuellement en service a été reconstruite entre 1999 et 2003. Une prolongation est prévue jusqu'à Višegrad, en Bosnie-Herzégovine,. Le réalisateur serbe Emir Kusturica a popularisé cette ligne grâce son film La Vie est un miracle.